# Walter O’Malley

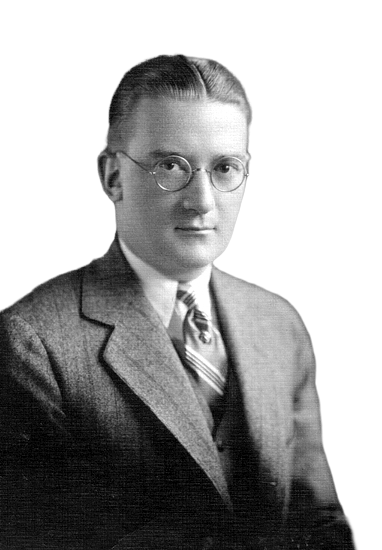
Walter O’Malley (1926)

Walter Francis O’Malley (* 9. Oktober 1903 in Bronx, New York City; † 9. August 1979 in Rochester, Minnesota) war ein amerikanischer Anwalt irischer Herkunft und Bauunternehmer, der vor allem als Eigentümer der Brooklyn Dodgers, später Los Angeles Dodgers, zweimal die amerikanische Sportgeschichte beeinflusste, weil durch seinen Einfluss mit Jackie Robinson 1947 erstmals ein Afro-Amerikaner im Major League Baseball einen Vertrag bekam und weil er 1958 die finanziell und sportlich überaus erfolgreichen Dodgers von New York City nach Los Angeles übersiedeln ließ.

## Leben
O’Malley besuchte die Jamaica High School in Queens, machte seinen Highschool-Abschluss an der einflussreichen Culver Academy, ehe er an der University of Pennsylvania seinen Bachelor, an der Columbia University seinen Master und schließlich an der Fordham University in New York City 1930 seinen Dr. jur. machte. Da seine Eltern ihr Vermögen 1929 in der Wirtschaftskrise verloren hatten, musste er sich mühsam selbst durchsetzen. Mit Hilfe der Democrats bekam er öffentliche Aufträge für seine Baufirma und konnte als Konkursverwalter für sich günstige Übernahmen organisieren, wodurch er ein erhebliches Vermögen aufbauen konnte. 1932 wurde er Verwaltungsdirektor später auch Justiziar der Dodgers. 1945 kaufte er sich bei den Dodgers ein. 1950 hatte er die Mehrheit der Anteile und wurde Präsident, sodass er gegen erheblichen öffentlichen Widerstand den Umzug der Dodgers an die Westküste anordnen konnte. In Los Angeles wurden die Dodgers der erste Baseballclub mit mehr als 3 Millionen Zuschauern im Jahr. 1970 übertrug er seinen Anteil an den Dodgers seinem Sohn Peter. Während der Präsidentschaft der O’Malley Familie (1945–1998) gewannen die Dodgers sechsmal in New York und neunmal in Los Angeles die Meisterschaft der National Baseball League. Als einflussreicher Besitzer eines wichtigen Clubs hatte er erheblichen Einfluss auf die Auswahl der Commissioners William D. Eckert und Bowie Kuhn (in 1965 und 1969). 2008 wurde er posthum in die Baseball Hall of Fame aufgenommen. Im Dezember 1999 wurde er von The Sporting News als der elft mächtigste Person des Sport im 20. Jahrhundert gewählt. Für ABC Sports gehörte O’Malley zu den zehn einflussreichsten Persönlichkeiten des Sports im 20. Jahrhundert.
Die O’Malley Familie hatte einen erheblichen finanziellen Einfluss im Eisenbahnwesen, in der Bau- und Immobilienbranche.